# Louise Otto
Pour les articles homonymes, voir Otto.
Louise Otto, née le 30 août 1896 à Hambourg et morte le 9 mars 1975 dans la même ville, est une nageuse allemande.

## Carrière
Aux Jeux olympiques de 1912, Louise Otto remporte la médaille d'argent du relais 4 x 100 mètres nage libre avec Grete Rosenberg, Wally Dressel et Hermine Stindt. Elle est également demi-finaliste du 100 mètres nage libre.

## Famille
Elle est la mère de la costumière Erna Sander.